# トゥアンホア区
トゥアンホア区（トゥアンホアく、順化区、じゅんかく、ベトナム語：Quận Thuận Hóa / 郡順化）は、ベトナム社会主義共和国のフエ市に存在する区 (郡)。旧フエ市域が分割される形で成立した。面積は139.41 km²、人口は297,507人（2023年）である。

## 行政
トゥアンホア区は19の坊を管轄している。
- アンキュー（An Cựu / 安舊）
- アンドン（An Đông / 安東）
- アンタイ（An Tây / 安西）
- ズオンノー（Dương Nỗ / 楊弩）
- フオンフォン（Hương Phong / 香豐）
- フーホイ（Phú Hội / 富會）
- フーニュアン（Phú Nhuận / 富潤）
- フートゥオン（Phú Thượng / 富上）
- フオックヴィン（Phước Vĩnh / 福永）
- フオンドゥク（Phường Đúc / 坊德）
- トゥアンアン（Thuận An / 順安）
- トゥイバン（Thuỷ Bằng / 水憑）
- トゥイビエウ（Thuỷ Biều / 水瓢）
- トゥイヴァン（Thuỷ Vân / 水雲）
- トゥイスアン（Thuỷ Xuân / 水春）
- チュオンアン（Trường An / 長安）
- ヴィンニン（Vĩnh Ninh / 永寧）
- ヴィーザー（Vỹ Dạ / 葦野）
- スアンフー（Xuân Phú / 春富）

## 交通
- ベトナム鉄道南北線：フエ駅